# Arctia
Arctia és un gènere de lepidòpters ditrisis de la família dels erèbids (Erebidae).

## Espècies
El gènere Arctia inclou 14 les espècies següents:
- Arctia angelica (Boisduval, 1829)
- Arctia brachyptera Troubridge & Lafontaine, 1999
- Arctia caja (Linnaeus, 1758)
- Arctia festiva (Hufnagel, 1766)
- Arctia flavia (Füssli, 1779)
- Arctia intercalaris (Eversmann, 1843)
- Arctia konewkaii (Freyer, 1831)
- Arctia ladakensis (O. Bang-Haas, 1927)
- Arctia marchandi De Freina, 1983
- Arctia martinhoneyi Dubatolov & Gurko, 2005
- Arctia olschwangi Dubatolov, 1990
- Arctia rueckbeili Püngeler, 1901
- Arctia villica (Linnaeus, 1758)